# Miguel Patrón Marchand
Miguel Óscar Patrón Marchand (Montevideo, Uruguay, 22 de septiembre de 1943 - La Serena, Chile, 17 de junio de 2010) fue un director de orquesta, musicólogo y docente uruguayo.

## Biografía
Hijo de padre uruguayo (Alcides Patrón) y madre belga (Jeanne Marchand), se formó musicalmente con los profesores Nydia Russomanno y Guido Santórsola en Uruguay, y con los maestros Franco Ferrara, Leonard Bernstein, Gerhard Samuel, Klaus Tennstedt y Colin Davis en Estados Unidos.
Ingresó al Servicio Oficial de Difusión, Radiotelevisión y Espectáculos, Sodre, en el año 1964, donde ocupó un cargo administrativo. Luego pasó a la parte artística como maestro interno y apuntador. Fue Director de la Escuela de Opera del Sodre entre 1973 y 1982, Director Estable de la Orquesta Nacional de Cámara entre 1977 y 1982, Profesor de Organología del Conservatorio Universitario de Música entre 1975 y 1980, y Director Musical de los Festivales Populares de Ópera entre 1975 y 1978. A partir del año 1974 dirigió en innumerables oportunidades la Orquesta Sinfónica del SODRE  y desde 1976 la Orquesta Sinfónica Municipal de Montevideo. Asimismo, se desempeñó como régisseur de ópera y conferencista especializado en musicología. Desde 1996 hasta 1999, siendo presidenta del consejo directivo del Sodre la Dra. Adela Reta, fue director artístico del SODRE y director titular de su orquesta sinfónica, OSSODRE.
En 1982 se radicó en Chile, donde había debutado en 1978. Allí es designado Subdirector titular de la Orquesta del Teatro Municipal de Santiago, participando en espectáculos de ópera, ballet y sinfónicos. Como director de orquesta tuvo ocasión de trabajar junto a Renata Scotto, Leo Nucci, Jaume Aragall, Fiorenza Cossotto, François Le Roux, Diana Soviero, Raúl Giménez, John Aler, Leona Mitchell, Verónica Villarroel, Cristina Gallardo-Domâs, Hugo de Ana, Beni Montresor, Roberto Oswald, Carlo Maestrini, Filippo Crivelli, Ruggiero Ricci, Tamara Grigorieva, Natalia Makarova, Julio Bocca, Alexander Godunov, Fernando Bujones, Marcia Haydée, Richard Cragun, Jack Carter, Sara Nieto, Laszlo Seregi, Georgette Tsinguirides, André Prokovsky, Vicente Nebrada, Ronald Hynd, etc., compartiendo el podio con colegas como Michelangelo Veltri, Maurizio Benini, Massimo De Bernart, David Lloyd-Jones, Dietfried Bernet, Bruno Campanella, Gabor Ötvös, Tiziano Severini, Fabio Luisi, etc. También dirigió a la actriz uruguaya Estela Medina en Pedro y el lobo de Prokófiev (1975) y Juana de Arco en la hoguera de Honegger (1997).
Colaboró con Leonard Bernstein, Federico Moreno Torroba, Nicola Benois, Pierre Dervaux, Wolfgang Rennert y Plácido Domingo.
Patrón Marchand llegó a dirigir un repertorio de 100 obras entre ópera y ballet. Su repertorio operístico incluye obras de Beethoven, Boito, Verdi, Ravel, Mascagni, Massenet, Gluck, Bellini, Rossini, Debussy, Puccini, Monteverdi, Giordano, Bizet, Lamarque Pons, Saint-Saéns, Leoncavallo, Berilos, etc. También dirigió grandes obras sinfónico vocales de Vivaldi, Händel, Brahms, Verdi, Honegger, Liszt, Donizetti, Beethoven, Kodaly, Fauré, Poulenc, Dvořák, etc. y las obras más importantes del repertorio sinfónico (Mahler, Chaikovski, Stravinski, Mozart, Franck, Beethoven, Rimski-Kórsakov, Schubert, Roussel, Martinu, Weber, Ravel, Debussy, De Falla, Shostakóvich, Chausson, etc.).
Fue mundialmente conocido como experto en estilos operísticos. Su trabajo de investigación musicológica se ha visto plasmado en los libros 100 grandes cantantes del pasado (1990), Como un rayo de sol - El áureo legado de Beniamino Gigli (1997), uno de los pocos volúmenes dedicados al legendario tenor italiano y para el cual entrevistó a su hija Rina Gigli, y Callas y 99 contemporáneos (2000). En el año 2003 escribió su autobiografía, titulada “Apuntes e imágenes de una carrera”.
Tuvo una columna llamada De proa al canto en los diarios El País (Uruguay) y El Mercurio de Santiago de Chile. En radio tuvo un programa llamado "Grandes cantantes del pasado", en la Emisora del SODRE de Montevideo y en la Radio Universidad de Chile de Santiago.
En 1999 es designado Director Artístico del "Concurso Internacional de Ejecución Musical Dr. Luis Sigall" y Director Titular de la Orquesta Filarmónica de Viña del Mar. En 2000 y 2001 ganó el premio de la Crítica de la V región.
Fue jurado en varios concursos de distintas disciplinas musicales, nacionales e internacionales. 
La última ópera que dirigió fue una producción de El barbero de Sevilla en el año 2008 con dirección escénica de Fernando González, aunque continuó trabajando con la Orquesta Sinfónica de la Universidad de La Serena y también como director artístico del Concurso Internacional de Ejecución Musical Dr. Luis Sigall. En abril de 2010 fue invitado a dirigir un concierto con la Orquesta Sinfónica de la Universidad de La Serena. En esa ciudad fue internado con un cuadro complejo respiratorio y cardíaco, mal que lo había aquejado durante toda su vida, falleciendo el 17 de junio, a la edad de 66 años. Sus cenizas están depositadas en Montevideo, en el Cementerio Británico, junto a sus padres, abuelos, familiares y su gatito Miércoles.
Patrón Marchand fue profesor de repertorio e interpretación de las principales figuras del canto lírico uruguayo. Impulsó las carreras de numerosos cantantes líricos uruguayos como Raquel Pierotti, Erwin Schrott, Juan Carlos Valls, Amalia Laborde y Ariel Cazes. En Chile dirigió a Verónica Villarroel y a Cristina Gallardo-Domâs en sus debuts en el Teatro Municipal. Impulsó la presencia de los cantantes chilenos en la temporada lírica del Teatro Municipal a través del programa llamado Encuentro con la Ópera y dirigió muchísimos conciertos gratuitos en las iglesias de Santiago entre los años 1980 y 1990, alternando con el maestro Juan Pablo Izquierdo.

## Libros
- Patrón Marchand, Miguel (junio de 1990). 100 grandes cantantes del pasado. Editorial Andrés Bello. ISBN 956-13-0840-0.
- Patrón Marchand, Miguel (noviembre de 1997). Como un rayo del sol. El áureo legado de Beniamino Gigli. MPM Editor. ISBN 956-7117-07-1.
- Patrón Marchand, Miguel (octubre de 1999). Callas y 99 contemporáneos. MPM Editor. ISBN 956-7117-08-X.
- Patrón Marchand, Miguel (noviembre de 2003). Apuntes e imágenes de una carrera. MPM Editor. ISBN 956-291-983-8.